# Formula 3000
Formula 3000 je bila dirkaška serija formul, ki je potekala med letoma 1985 in 2004, ko jo je zamenjala serija GP2.
Leta 1985 je FIA ustanovila prvenstvo Formule 3000, ki naj bi bila zadnji korak dirkačev pred vstopom v Formulo 1. Formula 2 je postala predraga, pa še v njej so dominirala tovarniška moštva. Formula 3000 naj bi ponuja hitrejše, cenejše in zanimivejše dirkanje.

## Prvaki
| Sezona | Dirkač                   | Moštvo / Dirkalnik                   | Pole | Zmage | Stopničke | Najhitrejši krogi | Točke | Osvojen        | Razlika (toč) |
| ------ | ------------------------ | ------------------------------------ | ---- | ----- | --------- | ----------------- | ----- | -------------- | ------------- |
| 1985   | Christian Danner         | BS Automotive March-Cosworth         | 2    | 4     | 7         | 4                 | 52    | Dirka 11 od 11 | 6             |
| 1986   | Ivan Capelli             | Genoa March-Cosworth                 | 3    | 2     | 6         | 1                 | 39    | Dirka 11 od 11 | 2             |
| 1987   | Stefano Modena           | Onyx March-Cosworth                  | 0    | 3     | 4         | 1                 | 41    | Dirka 11 od 11 | 7             |
| 1988   | Roberto Moreno           | Bromley Motorsport Reynard-Cosworth  | 3    | 4     | 4         | 1                 | 43    | Dirka 9 od 11  | 9             |
| 1989   | Jean Alesi               | Eddie Jordan Racing Reynard-Cosworth | 2    | 3     | 4         | 1                 | 39    | Dirka 9 od 10  | 0             |
| 1990   | Érik Comas               | DAMS Lola-Mugen                      | 3    | 4     | 6         | 1                 | 51    | Dirka 10 od 11 | 21            |
| 1991   | Christian Fittipaldi     | Pacific Racing Reynard-Mugen         | 4    | 2     | 7         | 1                 | 47    | Dirka 10 od 10 | 5             |
| 1992   | Luca Badoer              | Crypton Engineering Reynard-Cosworth | 5    | 4     | 5         | 3                 | 46    | Dirka 9 od 10  | 12            |
| 1993   | Olivier Panis            | DAMS Reynard-Cosworth                | 2    | 3     | 4         | 2                 | 32    | Dirka 9 od 9   | 1             |
| 1994   | Jean-Christophe Boullion | DAMS Reynard-Cosworth                | 0    | 3     | 4         | 1                 | 36    | Dirka 8 od 8   | 2             |
| 1995   | Vincenzo Sospiri         | Super Nova Racing Reynard-Cosworth   | 0    | 3     | 5         | 0                 | 42    | Dirka 7 od 8   | 13            |
| 1996   | Jörg Müller              | RSM Marko Lola-Zytek                 | 2    | 2     | 8         | 4                 | 52    | Dirka 10 od 10 | 3             |
| 1997   | Ricardo Zonta            | Super Nova Racing Lola-Zytek         | 4    | 3     | 5         | 4                 | 39    | Dirka 9 od 10  | 1.5           |
| 1998   | Juan Pablo Montoya       | Super Nova Racing Lola-Zytek         | 7    | 4     | 9         | 5                 | 65    | Dirka 12 od 12 | 7             |
| 1999   | Nick Heidfeld            | West Competition Lola-Zytek          | 4    | 4     | 7         | 6                 | 59    | Dirka 8 od 10  | 29            |
| 2000   | Bruno Junqueira          | Petrobras Lola-Zytek                 | 2    | 4     | 5         | 1                 | 48    | Dirka 10 od 10 | 3             |
| 2001   | Justin Wilson            | Nordic Racing Lola-Zytek             | 2    | 3     | 10        | 1                 | 71    | Dirka 10 od 12 | 32            |
| 2002   | Sébastien Bourdais       | Super Nova Racing Lola-Zytek         | 6    | 3     | 8         | 3                 | 56    | Dirka 12 od 12 | 2             |
| 2003   | Björn Wirdheim           | Arden International Lola-Zytek       | 5    | 3     | 9         | 7                 | 78    | Dirka 8 od 10  | 35            |
| 2004   | Vitantonio Liuzzi        | Arden International Lola-Zytek       | 9    | 7     | 9         | 3                 | 86    | Dirka 9 od 10  | 30            |